# Kwasy mineralne
Kwasy mineralne (kwasy nieorganiczne) – nieorganiczne związki chemiczne z grupy kwasów. Nazwa „kwasy mineralne” wynika z pierwszych metod otrzymywania kwasu siarkowego i azotowego z minerałów (ok. roku 1300).
Kwasy mineralne dzielą się na kwasy tlenowe i kwasy beztlenowe, ze względu na budowę reszty kwasowej:
Wybrane tlenowe kwasy nieorganiczne pierwiastków 2 i 3 okresu
- Grupa 3:

kwas borowy, H3BO3
- Grupa 4:

kwas węglowy, H2CO3
- Grupa 5:
  - kwas azotawy (azotowy(III)), HNO2
  - kwas azotowy (azotowy(V)), HNO3
  - kwas fosfonowy (fosforawy, fosforowy(III)), H3PO3
  - kwas fosforowy (fosforowy(V)), H3PO4
- Grupa 6:
  - kwas siarkawy (siarkowy(IV)), H2SO3
  - kwas siarkowy (siarkowy(VI)), H2SO4
  - kwas selenowy (selenowy(VI)), H2SeO4
- Grupa 7:
  - kwas podchlorawy (chlorowy(I)) HClO
  - kwas chlorawy (chlorowy(III)), HClO2
  - kwas chlorowy (chlorowy(V)), HClO3
  - kwas nadchlorowy (chlorowy(VII)), HClO4

Wybrane beztlenowe kwasy nieorganiczne
- kwas cyjanowodorowy, HCNaq
- kwas siarkowodorowy, H2Saq
- kwas fluorowodorowy, HFaq
- kwas chlorowodorowy (solny), HClaq
- kwas bromowodorowy, HBraq
- kwas jodowodorowy, HIaq